# 朱同鈮
魯陽恭惠王朱同鈮（1457年—1522年），明朝周藩第一代魯陽王，周懿王朱子埅的庶第四子。

## 生平
成化元年（1465年）四月，獲賜名同鈮。成化三年（1467年）九月，封魯陽王。
嘉靖元年（1522年），朱同鈮去世，享年六十六歲，諡恭惠。三年後，庶長子朱安𡉺襲爵。

## 家庭

### 妻
- 梁氏，西城兵馬副指揮梁玘長女，成化五年（1469年）冊為魯陽王妃[5]

### 子
- 庶長子：魯陽靖肅王朱安𡉺
- 庶第二子：鎮國將軍朱安滯[6]
- 庶第三子：鎮國將軍朱安海[7]
- 庶第四子：鎮國將軍朱安淄
- 庶第五子：鎮國將軍朱安蒗[8]
- 庶第六子：鎮國將軍朱安汪
- 庶第七子：鎮國將軍朱安濂
- 庶第八子：鎮國將軍朱安潣
- 庶第九子：鎮國將軍朱安洞[9]